# Acacia roemeriana
Acacia roemeriana är en ärtväxtart som beskrevs av Scheele. Acacia roemeriana ingår i släktet akacior, och familjen ärtväxter. Inga underarter finns listade i Catalogue of Life.

## Bildgalleri

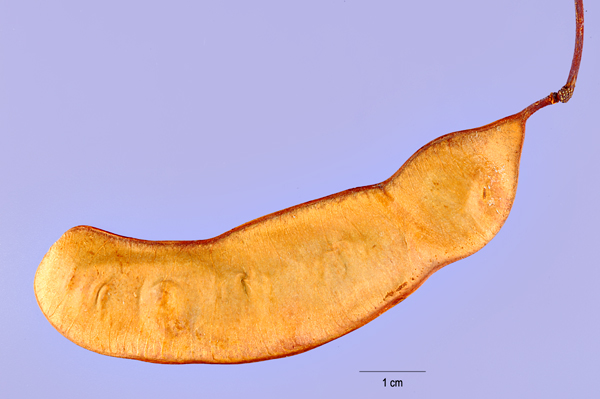